# Медаль Миклоша Толди
Медаль Миклоша Толди (венг. Toldi Miklós-érdemérem) — награда Королевства Венгрия.

## История
Медаль учреждена 25 июня 1936 года регентом Миклошем Хорти для награждения за достижения в области спорта и физкультуры. Название получила в честь жившего в XIV веке венгерского национального героя Миклоша Толди, персонажа трилогии Яноша Араня.
Существовало 3 степени медали, золотая, серебряная и бронзовая, которыми были награждены соответственно 32, 50 и 30 человек. Впервые вручалась спортсменам, участвовавшим в берлинских летних Олимпийских играх 1936 года.
Ныне упразднена.

## Критерии награждения
Медаль вручалась лицам, добившихся выдающихся результатов в спорте или физическом воспитании, с согласия министра религии и народного образования и министра обороны Венгрии.
Допускалось награждение иностранцев, а также повторное награждение.

## Описание награды
Медаль имеет форму круга диаметром 38 мм ("золотая", фактически из позолоченного серебра), 35 мм (серебряная) и 32,5 мм (бронзовая).
На аверсе — рельефное выпуклое изображение фигуры Миклоша Толди, сражающегося с двумя волками. В правой руке он держит за задние лапы одного волка, которым размахивает в воздухе, а второй волк лежит на земле, слева перед ним. В верхнем левом углу рельефная надпись TOLDI MIKLÓS (рус. Миклош Толди).
На реверсе, обрамлённое лавровым венком в центре находится изображение венгерского двойного креста, исходящего из коронованной горы (элементы герба Венгрии), вокруг которых находится надпись MAGYAR ERÉNYEKÉRT (рус. За венгерские добродетели). Автор эскиза —  Янош Чисер из Мадьяржакода.
Существовала и миниатюрная версия медали.
Лента синего цвета, шириной 41 мм, с белыми 5-мм полосами, расположенными в 5,5 от краёв, на ней крепилось уменьшенное изображение награды. Колодка традиционной для Австрии и Венгрии треугольной формы.

## Порядок ношения
Медаль носили на левой стороне, в случае повторного награждения медалью той же степени ношение двух одинаковых медалей не предусматривалось, а на ленту добавлялась серебряная лавровая ветвь.

## Награждения
С 1935 по 1945 год было вручено 111 медалей: 32 золотых, 44 серебряных, 5 повторных серебряных и 30 бронзовых. Также было произведено 5 повторных награждений серебряными медалями). Кроме того, 9 медалей получили иностранцы (все — немцы). Женщины удостаивались этой награды 19 раз.
| Вид спорта                         | Золотые медали                            | Серебряные медали         | Бронзовые медали |
| ---------------------------------- | ----------------------------------------- | ------------------------- | ---------------- |
| Водное поло                        | 11 (в т.ч. Оливер Халашши и Шандор Тарич) | 7                         | -                |
| Фехтование (рапира, сабля, шпага)  | 5 (в т.ч. Эндре Кабош и Имре Райци)       | 14+3                      | 7                |
| Борьба                             | 3                                         | 1                         | 3                |
| Стрельба                           | 2                                         | 5                         | 2                |
| Плавание                           | 1 (Ференц Чик)                            | 3+2                       | 2                |
| Бокс                               | 1                                         | 2                         | -                |
| Прыжки в высоту                    | 1 (Ибойя Чак)                             | -                         | -                |
| Пентатлон                          | 1                                         | -                         | -                |
| Спортивная гимнастика              | -                                         | 8                         | 1                |
| Конный спорт                       | -                                         | 2 (Йожеф фон Платти и ??) | -                |
| Бег                                | -                                         | 2                         | -                |
| Теннис (?)                         | -                                         | 1                         | 1                |
| Фигурное катание                   | -                                         | 1                         | -                |
| Планёрный спорт                    | -                                         | 1                         | -                |
| Парусный спорт                     | -                                         | 1                         | -                |
| Стендовая стрельба                 | -                                         | 1                         | -                |
| Современное пятиборье              | -                                         | -                         | 2                |
| Академическая гребля               | -                                         | -                         | 2                |
| Хоккей на траве                    | -                                         | -                         | 1                |
| За не относящиеся к спорту заслуги | -                                         | -                         | 2                |
| Вручено команде Германии           | 7                                         | 2                         | -                |

## Галерея

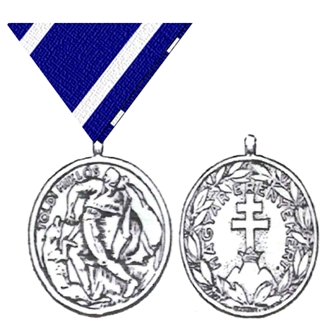
Аверс и реверс медали
Лента медали